# محافظة الشماسية
محافظة الشماسية هي إحدى محافظات منطقة القصيم في المملكة العربية السعودية، وهي واجهة القصيم الشرقية. واشتهرت المحافظة بالزراعة وخاصة النخيل، وتعتبر مقصد سياحي لسكان وزوار المنطقة في فصل الربيع.

## الجغرافيا

### الموقع
تقع الشماسية شرق القصيم على مسافة 30 كيلومترًا تقريبًا من مدينة بريدة.

### المناخ
مناخ صحراوي قاري حار وجاف والأمطار قليلة وتسقط شتاء.

## التقسيم الإداري
تصنف المحافظة من فئة ب ويتبع لها عدد من القرى والمراكز. المحافظ هو فهد بن راضي الراضي. يبلغ سكان الشماسية حسب إحصائية عام 1444هـ/ 2022م (7,818) نسمة.

### بلدية الشماسية
تم اعتماد مجمع قروي لمحافظة الشماسية في ميزانية السنة المالية 1397/1398هـ وباشر أعماله في 1 محرم 1398هـ. شمل بخدماته محافظة عيون الجواء شمالاً ومركز عقلة الصقور غرباً ومركز ضريه جنوباً، وعند زيادة عدد البلديات اقتصرت خدمات البلدية على محافظة الشماسية والقرى التابعة لها والممتدة شمالاً وجنوباً بطول 100كم بدايتاً من مركز أم حزم جنوباً حتى مركز النبقية شمالاً وتمتد شرقاً وغرباً بطول 50 كم بداية من نفود الثويرات شرقاً حتى اليتيمة غرباً.

### المراكز التابعة لها
- الربيعية
- النبقية
- أم حزم
- أم طليحة
- الساروت
- البرجسيات
- الرويلية
- أم سدرة
- الركية
- العويقلية
- الرويضات
- الدويحرة
- الركيبينية
- المستوي

## الاقتصاد
تعتمد محافظة الشماسية على الزراعة وفي مقدمتها النخيل والقمح فهي تعتبر واحة مليئة بالنخيل كما يعتمد أهلها على زراعة القمح على المطر.